# Elecciones provinciales de Santa Cruz de 1958
Las elecciones generales de la provincia de Santa Cruz de 1958 tuvieron lugar el 23 de marzo del mencionado año con el objetivo de elegir al Gobernador y Vicegobernador para el período 1958-1962 y a 24 miembros de la Legislatura Provincial. Fueron los primeros comicios que se celebraban en el territorio de Santa Cruz desde su provincialización. Las elecciones se realizaron con el Partido Peronista (PP) y su líder Juan Domingo Perón, gobernante hasta el golpe de 1955, proscrito e impedido de presentarse a elecciones, por lo que la elección se polarizó entre las dos facciones de la dividida Unión Cívica Radical: la Unión Cívica Radical Intransigente (UCRI), y la Unión Cívica Radical del Pueblo (UCRP).
El 19 de febrero, Perón desde el exilio apoyó la candidatura presidencial de Arturo Frondizi, de la UCRI, por lo que tanto este como sus candidatos a legisladores y gobernadores se vieron beneficiados por los votos peronistas. En Santa Cruz, el candidato intransigente Mario Paradelo se impuso con el 39,83% de los votos válidos contra el 32,90% de Ramón Granero, de la UCRP, y el 16,29% de Manuel López Calo, candidato del Partido Conservador Popular (PCP), en cuarto lugar se ubicó Artemio Tresguerres, del Partido Demócrata Cristiano (PDC), con el 6,31%. El voto en blanco, de parte de los peronistas descontentos con la idea de votar un candidato radical, alcanzó el 18,46% de los sufragios emitidos.
En el plano legislativo, la UCRI obtuvo 13 de los 24 diputados, asegurándose la mayoría absoluta en la legislatura. La UCRP obtuvo 7, el PCP 3 y el PDC 1.

## Resultados

### Gobernador y Vicegobernador
|  | 39,83 % |

|  | 32,90 % |

|  | 16,29 % |

|  | 6,31 % |

|  | 3,93 % |

|  | 0,73 % |

|  | 81,20 % |

|  | 18,46 % |

|  | 0,33 % |

|  | 100 % |

### Cámara de Diputados
|  | 39,29 % |

|  | 33,07 % |

|  | 16,81 % |

|  | 6,12 % |

|  | 3,95 % |

|  | 0,75 % |

|  | 80,25 % |

|  | 19,40 % |

|  | 0,34 % |

|  | 100 % |